# Luís Pinto de Sousa Coutinho
Luís Pinto de Sousa Coutinho (Leomil, 27 de novembro de 1735 — Lisboa, 14 de abril de 1804), 1.º Visconde de Balsemão de juro e herdade, com Grandeza, foi um militar, diplomata e político português.

## Biografia
No exército alcançou o posto de tenente-coronel de Artilharia.
Foi governador da capitania de Mato Grosso, de 1769 a 1772.
Em 4 de julho de 1774 foi nomeado enviado plenipotenciário em Londres, onde permaneceu até 5 de setembro de 1788.
Foi Secretario de Estado dos Negócios Estrangeiros e da Guerra durante o reinado de D. Maria I, entre 15 de dezembro de 1788 até 6 de janeiro de 1801 e Secretário de Estado do Reino e Mercês desde 1801 até à sua morte em 1804. Foi também o 35.° Guarda-mor da Torre do Tombo (1802—1804).
Era membro do Conselho Real, comendador de Cano na Ordem de Avis e marechal-de-campo dos Exércitos Reais.

## Casamento e descendência
Foi casado comː
- Catarina Micaela de Sousa César e Lencastre (Guimarães, 29 de setembro de 1749 — Porto, 4 de janeiro de 1824), poetisa e dramaturga, décima filha, ou décima primeira, dos Senhores de Vila Pouca, Francisco Filipe de Sousa da Silva Alcoforado e Dona Rosa Maria de Viterbo de Alencastre, casados há já dezanove anos, e neta, por parte materna, dos terceiros Viscondes de Asseca. Pertencia assim, por via paterna, a uma das famílias portuguesas "que vemos mais liadas por casamentos com as principais do Reino".[3]

Filhosː
- Luís Máximo Alfredo Pinto de Sousa Coutinho (1774—1832)[4];
- Emília Henriqueta Pinto de Sousa Coutinho (1775—1850);
- Aires Pinto de Sousa Coutinho Cochofel Alcoforado (1778—1836);
- Maria Felicidade de Sousa Coutinho (?—?);
- Josefa Adelaide Pinto de Sousa Coutinho (1780—?);
- Augusta Matilde Pinto de Sousa Coutinho (1785—?)[4]